# هوای جینپنگ
هوآی جین پنگ (به انگلیسی: Huai Jinpeng) (متولد دسامبر ۱۹۶۲ میلادی) دانشمند کامپیوتر و سیاستمدار چینی است. او وزیر فعلی آموزش و پرورش، دبیر حزب انجمن علم و فناوری چین (CAST) و یک عضو آکادمیک آکادمی علوم چین است.

## زندگی‌نامه
هوآی در هاربین به دنیا آمد اما اصل و نسب خود را به جینان، استان شاندونگ بازمی‌گرداند. او در سال ۱۹۸۴ از دانشگاه صنعتی جیلین (که اکنون به دانشگاه جیلین ادغام شده است) فارغ‌التحصیل شد. او در ژانویه ۱۹۸۶ به حزب کمونیست چین پیوست و در سپتامبر ۱۹۸۷ پس از اخذ مدرک کارشناسی ارشد علوم کامپیوتر در مؤسسه فناوری هاربین کار خود را آغاز کرد. در نوامبر ۱۹۹۳، دکترای خود را از دانشگاه بیهانگ دریافت کرد. او همچنین بین سالهای ۱۹۹۵ و ۱۹۹۶ به عنوان محقق مدعو در دانشگاه کلمبیا حضور یافت. در دسامبر ۲۰۰۰، او به عنوان معاون رئیس حزب و معاون رئیس دانشگاه بیهنگ منصوب شد. در می ۲۰۰۹، او به ریاست دانشگاه ارتقا یافت و رتبه معاون وزیر را به دست آورد و به عنوان عضو آکادمی علوم چین انتخاب شد. در سال ۲۰۱۲، دولت فرانسه نشان لژیون افتخار را (شوالیه فرانسه) برای کمک‌های برجسته اش در توسعه آموزش، علم و فناوری در سراسر چین و فرانسه دریافت کرد.
در فوریه ۲۰۱۵، هوآی به عنوان معاون وزیر فناوری اطلاعات منصوب شد. در دسامبر ۲۰۱۶، هوآی به عنوان معاون رئیس حزب تیانجین انتخاب شد. در سپتامبر ۲۰۱۷، هوآی به سمت دبیر حزب انجمن علم و فناوری چین (CAST) منصوب شد.
وی در ۲۰ اوت ۲۰۲۱ به عنوان وزیر آموزش و پرورش جمهوری خلق چین منصوب شد.
هوآی معاون دوازدهمین کنگره ملی خلق و عضو کمیته مرکزی نوزدهم حزب کمونیست چین است.